# جاك والاس
جاك والاس (بالإنجليزية: Jack Wallace)‏ هو مدير فني أمريكي، ولد في 1925 في غرانتس في الولايات المتحدة، وتوفي في 23 فبراير 1996.